# Praça do Município (Lisboa)

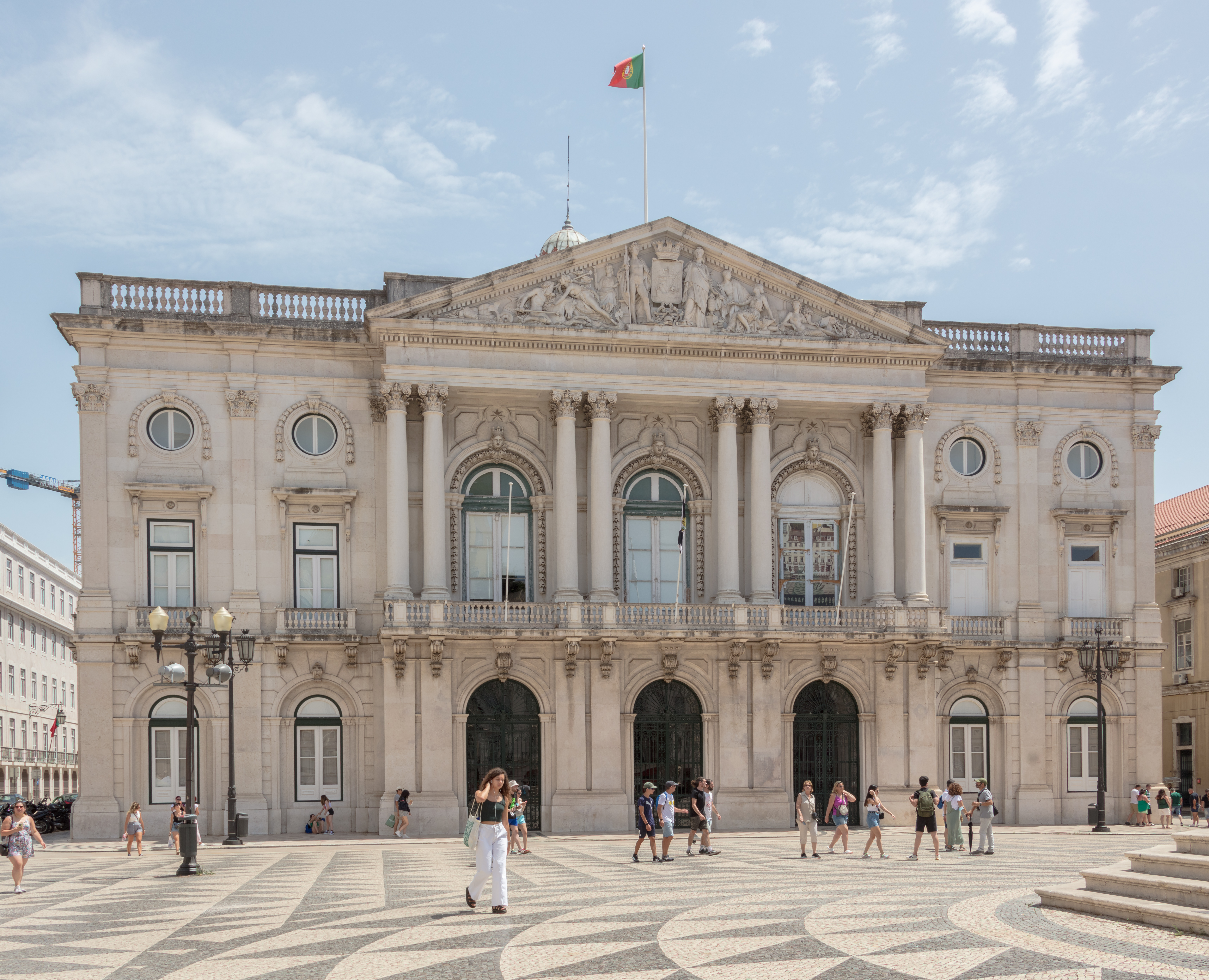
Paços do Município

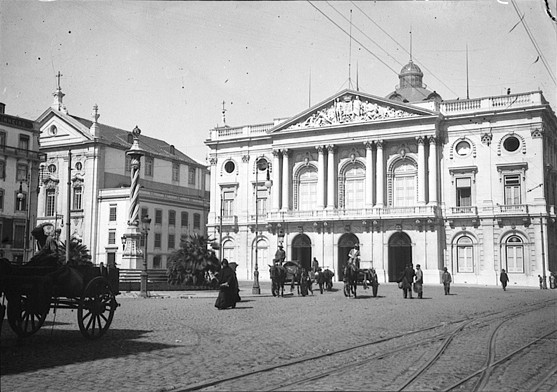
Vista do Tribunal da Relação de Lisboa, em inícios do século XX; oposto ao pelourinho, a norte dos Paços do Concelho, a Igreja de São Julião (Banco de Portugal).

A Praça do Município, Lisboa, Portugal, é localizada na freguesia de Santa Maria Maior (ex Mártires e São Nicolau); fica a oeste da Praça do Comércio, na Rua do Arsenal, na Baixa Pombalina. Foi em tempos chamada Praça de São Julião.
Nela se localizam os Paços do Concelho de Lisboa, sede da Câmara Municipal de Lisboa (órgão autárquico) de Lisboa. No seu centro localiza-se o Pelourinho de Lisboa. Entre 1897 e 1915, situava-se no seu canto noroeste a estação inferior do Elevador do Município. A  calçada portuguesa da praça foi desenhada pelo pintor Eduardo Nery em 1997.
À varanda dos Paços do Concelho, ou Câmara Municipal de Lisboa (edifício), no dia 5 de outubro de 1910, foi proclamada a república perante milhares de pessoas nesta praça. Ainda hoje, as comemorações da Implantação da República lá se realizam.